# Voo TAM 283
O Voo TAM 283 (ICAO: TAM 283) foi uma rota doméstica, operada pela TAM Linhas Aéreas, utilizando um Fokker 100, partindo do Aeroporto Internacional de Vitória em direção ao Aeroporto de São Paulo-Congonhas, com escala no Aeroporto de São José dos Campos, em São José dos Campos. Em 9 de julho de 1997, enquanto estava sobrevoando o nível de voo 080, em Suzano, a aeronave sofreu uma súbita explosão na cabine de passageiros e deixou um buraco de 2 metros de diâmetro, entre os assentos 18 e 20, e acabou fazendo que o passageiro Fernando Caldeira de Moura Campos fosse ejetado fora da aeronave, matando-o. Os pilotos conseguiram fazer um pouso de emergência em Congonhas. Dos 60 ocupantes a bordo, entre passageiros e tripulantes, seis ficaram feridos e 1 morreu.

## Aeronave e tripulação

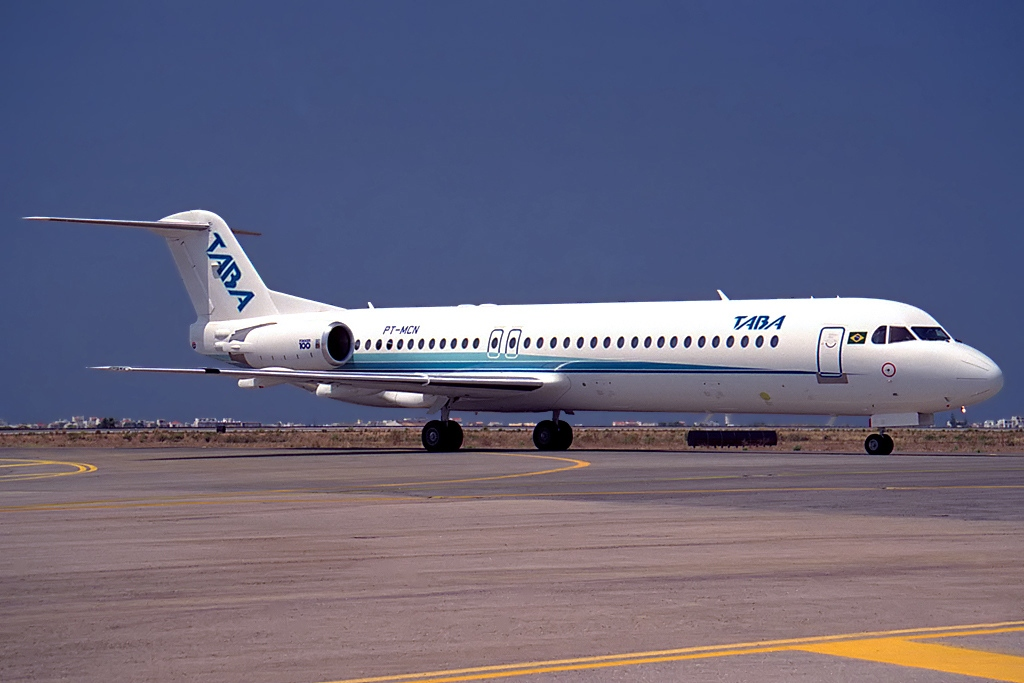
A aeronave com as cores da TABA pouco tempo depois de ser entregue da Fokker

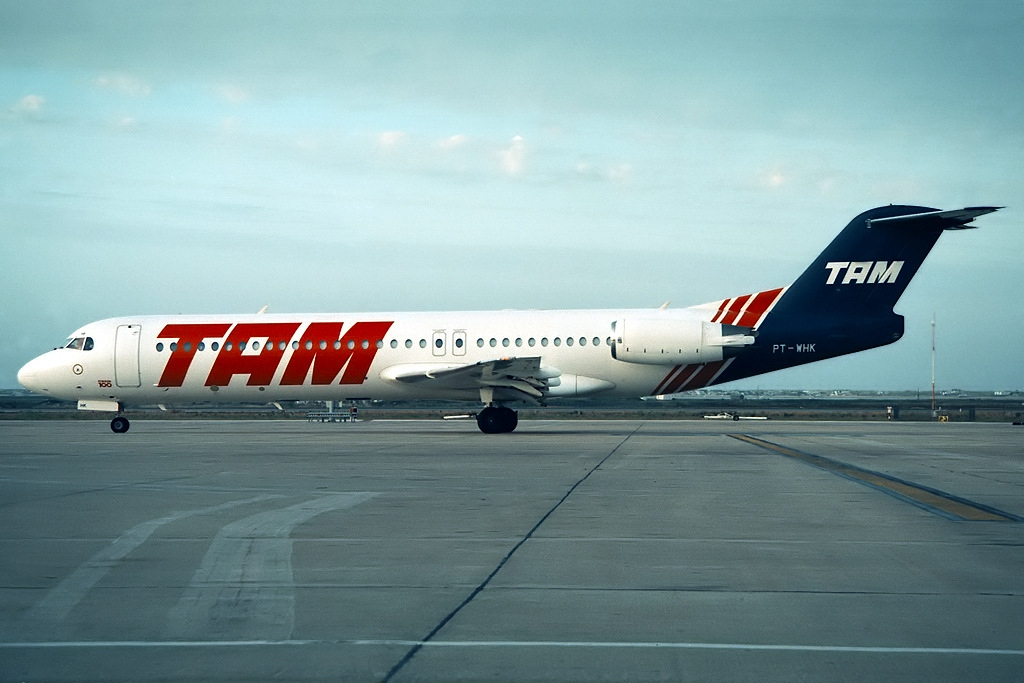
A aeronave com as cores da TAM em 29 de maio de 1997, algumas semanas antes do acidente

A aeronave era um Fokker 100 do tipo bimotora, fabricado pela Fokker em 1993. Foi entregue para a TABA em julho do mesmo ano com o prefixo PT-MCN. Depois foi entregue para a Aircraft Finance & Trading com o prefixo PH-RRN em dezembro de 1995. Em janeiro de 1996, a aeronave foi entregue à TAM Linhas Aéreas com o prefixo PT-WHK. Após o acidente, a aeronave foi entregue de volta à Aircraft Finance & Trading com o mesmo prefixo PH-RRN em dezembro de 2003. Foi alugado para a Girjet em abril de 2004 com o prefixo EC-IVO. Voltou para a Aircraft Finance & Trading em fevereiro de 2008 após a falência da Girjet e logo foi entregue à OLT em março de 2008 com o prefixo D-AOLG. Foi para a Avanti Air em janeiro de 2015 com o mesmo prefixo. Está sendo entregue para a Network Aviation.
O comandante que pilotava a aeronave era Humberto Angel Scarel e era piloto há 18 anos, sendo essa a primeira vez que ele conduziu um avião em situação de despressurização da cabine. O primeiro oficial era o Ricardo Della Volpe.

## Acidente
O Voo TAM 283, realizava a rota diária entre Vitória e São Paulo. No dia 9 de julho de 1997, o voo operado por um Fokker 100, prefixo PT-WHK, pilotado pelo comandante Humberto Ângelo Scarel e pelo copiloto Ricardo Della Volpe.
A aeronave decolou às 8:30 de sua escala prevista em São José dos Campos para São Paulo - Congonhas, e quando atingiu nível de voo 080  (aproximadamente 2.400 metros), após 10 minutos de voo, sofreu uma súbita explosão na cabine dos passageiros, na fileira 18, poltrona 18D. A explosão abriu um buraco na fuselagem de 2 metros de diâmetro, entre os assentos 18 e 20.
O engenheiro Fernando Caldeira de Moura Campos, que estava sentado na poltrona 18E logo ao lado, foi ejetado imediatamente para fora do avião de uma altura de 2.400 metros, a uma velocidade de 160 m/s e ao atingir o solo o impacto fez uma falha de 1 metro de diâmetro e 30 cm de profundidade, na zona rural da cidade de Suzano, onde foi encontrado. Segundo o Grupamento Aéreo da Polícia Militar de São Paulo, os destroços do avião se espalharam em um raio de trezentos metros, nos arredores daquela cidade onde o corpo de Campos foi achado.
Contudo, apesar dos substanciais danos na fuselagem, a tripulação da aeronave conseguiu de forma bem-sucedida realizar o pouso de emergência em São Paulo - Congonhas, cerca de 11 minutos após a explosão. Porém, no momento da explosão nem os passageiros nem a tripulação se deram conta de que o passageiro havia sido jogado para fora da aeronave, só tomando ciência cerca de 1h após o pouso.
O laudo cadavérico emitido pelo IML indicou que, apesar da explosão, era provável que o passageiro durante a queda estivesse vivo e lúcido, tendo falecido por conta do violento impacto contra o solo.
A Polícia Federal e o Ministério Público, após investigações, apontaram como o autor do artefato explosivo e da explosão dentro da aeronave o então professor Leonardo Teodoro de Castro. Contudo, três dias após sobreviver à explosão, o professor sofreu um acidente de ônibus, perdendo substancial quantidade de massa encefálica e tendo passado quase um ano em coma na UTI do Hospital São Paulo. Após sair da UTI ele ficou em um estado de quase demência, tendo posteriormente declarado incapaz de responder pelos seus atos na Justiça. Atualmente o professor Leonardo Teodoro de Castro vive com uma irmã em Divinópolis, Minas Gerais.

## Consequências
A TAM anunciou que o Fokker 100 matrícula PT-WHK não estava mais em poder da companhia. De acordo com Registro Aeronáutico Brasileiro (RAB), da Agência Nacional de Aviação Civil (ANAC), a aeronave acabou tendo a matrícula cancelada.